# Leandro Almeida
Leandro Almeida da Silva, mais conhecido como Leandro Almeida (Belo Horizonte, 14 de março de 1987), é um futebolista brasileiro que atua como zagueiro. Atualmente, joga pelo Sannat Lions de Malta.

## Carreira
Leandro Almeida iniciou sua carreira nas categorias de base do Real Caeté se destacou e se transferiu ao Villa Nova. Pouco tempo depois, ele foi para o Atlético Mineiro, onde conquistou vários títulos até chegar ao grupo principal.
Sua estreia como profissional foi no dia 8 de abril de 2007, na partida contra o Democrata, em Governador Valadares, pelo Campeonato Mineiro daquele ano, entrando no 2º tempo, na equipe treinada por Levir Culpi. Mais utilizado no Brasileirão de 2007, pelo técnico Marcelo Oliveira, o jogador se firmou na equipe titular sob o comando de Emerson Leão e foi também convocado para a seleção brasileira sub-20.
Em 2008, ele foi treinado por Geninho e Alexandre Gallo, mas foi com a volta de Marcelo Oliveira que Leandro Almeida conquistou novamente seu lugar na equipe titular, sendo um dos destaques do Brasileirão de 2008, com a faixa de capitão, batedor de pênaltis e sete gols marcados – artilheiro da equipe na competição.
Em 2009, Almeida se manteve entre os titulares, até sofrer uma lesão no mês de maio. No dia 24 de junho de 2009, o Atlético vendeu 50% dos direitos econômicos do jogador ao Dynamo Kiev, pelo valor de € 2 milhões. Pelo Galo, foram 101 partidas e 14 gols.
No Campeonato Brasileiro de 2008, Leandro Almeida foi o artilheiro do Atlético-MG, com 7 gols, sendo um dos principais destaques da equipe.

### Dínamo de Kiev
Leandro Almeida estreou com a camisa do Dynamo Kiev no dia 23 de agosto de 2009, no empate em 1 a 1 com o Poltava Vorskla, pelo Campeonato Ucraniano. Logo em sua chegada, o jogador já participou da Liga dos Campeões da UEFA e enfrentou, entre outras equipes, o poderoso Barcelona, comandado pelo argentino Lionel Messi. Leandro Almeida foi campeão da Supercopa da Ucrânia, em 2011.
Em três temporadas no futebol ucraniano, Leandro Almeida completou 65 partidas e 3 gols com a camisa do Dynamo Kiev.

### Coritiba
No dia 23 de janeiro de 2013, Leandro Almeida acertou seu retorno ao futebol brasileiro. O Coritiba pagou um milhão de euros (cerca de R$ 3,25 milhões) ao Dínamo por 50% dos direitos econômicos do zagueiro.
Assinou contrato de quatro anos com o Coritiba. Estreou pelo clube em 14 de fevereiro de 2013 na partida contra o Toledo pelo Campeonato Paranaense de 2013.
Em apenas quatro meses no novo clube, o zagueiro já conquistou seu primeiro título: o Campeonato Paranaense. Capitão do time em algumas oportunidades, o jogador completou 100 jogos com a camisa alviverde.

### Palmeiras
No dia 26 de junho de 2015, Leandro Almeida assinou contrato de quatro anos com o Palmeiras. Após a falha no empate da partida contra o São Bento pelo Campeonato Paulista em 2016, Leandro Almeida não voltou a atuar com a camisa do clube alviverde.

#### Empréstimo ao Internacional
Com poucas oportunidades no Palmeiras em 2016, acertou seu empréstimo ao Internacional, sendo anunciado oficialmente no dia 9 de junho.
Jogou apenas duas partidas e não correspondeu, ficando atrás de Eduardo e Alan Costa na hierarquia de zagueiros. Voltou ao Palmeiras ao término do empréstimo.

#### Empréstimo ao Figueirense
No dia 16 de janeiro de 2017, o Figueirense anuncia o empréstimo do zagueiro até o fim da temporada.

#### Empréstimo ao Londrina
Sem espaço no Palmeiras, Leandro Almeida foi emprestado até dezembro de 2018, para o Londrina.

#### Empréstimo ao Paraná
No dia 22 de janeiro de 2019, Leandro Almeida foi emprestado ao Paraná até o fim do seu contrato com o Palmeiras, que se encerra no fim de junho. Em julho do mesmo ano, assinou contrato definitivo com o time paranaense até o fim do ano.

### Guarani
Em janeiro de 2020, acertou com o Guarani.

## Títulos
Atlético Mineiro
- Campeonato Mineiro: 2007
- Taça Clássico dos 200 anos: 2008

Dínamo de Kiev
- Supercopa da Ucrânia: 2009

Coritiba
- Campeonato Paranaense: 2013